# Great American Ball Park
Le Great American Ball Park (surnommé GABP ou Great American) est un stade de baseball situé sur les rives de l'Ohio, entre l'U.S. Bank Arena et le Paul Brown Stadium, au cœur de Cincinnati.
Depuis 2003, c'est le domicile des Reds de Cincinnati qui évoluent dans la division central de la Ligue nationale en Ligue majeure de baseball. Le Great American Ball Park a une capacité de 42 319 places.

## Histoire
Quand il fut inauguré le 31 mars 2003, le Great American Ball Park est devenu le deuxième stade de baseball à être construit sur le bord de la rivière Ohio à Cincinnati. Dans le milieu des années 1990 les Reds de Cincinnati et les Bengals de Cincinnati ont commencé à vouloir des stades modernes séparés après le partage du Riverfront Stadium pendant presque trente ans. En 1996, les électeurs du comté de Hamilton ont approuvé des fonds afin de construire deux nouveaux stades pour les Reds et les Bengals. En juillet 1998, les Reds de Cincinnati ont annoncé que leur nouveau stade serait construit entre le Riverfront Stadium et la U.S. Bank Arena dans un secteur connu sous le nom de "wedge". Le chantier fut inauguré le 4 octobre 2000. Afin que construction puisse commencer, 14 000 sièges ont dû être enlevés sur l'ancienne maison des Reds, le Riverfront Stadium. Pendant deux années, les supporters des Reds pouvaient observer le nouveau stade de baseball se lever au-delà du Riverfront Stadium (démoli le 29 décembre 2002). Great American Insurance, une filiale de American Financial Group, a acheté les droits d'appellation du stade pour $75 millions de dollars sur 30 ans, ainsi il a été appelé Great American Ball Park. Le projet a coûté $290 millions, financé par les taxes du comté. La conception fut dirigée par les firmes HOK Sport et GBBN Architects (Cincinnati).
Le Great American Ball Park ouvrit ses portes le 28 mars 2003 avec un match amical entre les Reds et les Cleveland Indians. Les Reds de Cincinnati ont joué leur premier match de saison au stade le 31 mars 2003 face aux Pittsburgh Pirates et le premier lancer cérémonial a été exécuté par l'ancien Président George H. W. Bush, qui a remplacé son fils, le Président courant. Mais par la suite George W. Bush a obtenu l'occasion de faire son premier lancer avant le match du 3 avril 2006 contre les Chicago Cubs. Cependant, les Reds ont perdu 16-7. En marchant le long du périmètre extérieur du stade sur Second Street, un bâtiment de trois étages en brique, avec l'expression "Rounding third and heading for home", la signature de l'animateur Joe Nuxhall, placé sur le bâtiment. Les bannières des grands moments de l'histoire des Reds sont également dans ce secteur. À l'intersection de Second Street et Main streets est une ouverture à Crosley Terrace, un point que la plupart des spectateurs traversent avant d'entrer dans le stade. La terrasse est d'environ 405 mètres carrés de béton, aménagée en parc avec du gazon et des arbres. Les statues des joueurs de l'ère Crosley Field (Joe Nuxhall, Ernie Lombardi, Ted Kluszewski et Frank Robinson) pointillent le paysage, avec le monticule d'un lanceur construit aux dimensions principales de le Major League Baseball. Un éclairage spécial illumine les statues. Adjacent et relié au Great American Ball Park le long de Main Street se trouve le Reds Hall of Fame Museum et la boutique de l'équipe. Une roseraie, rappelant Pete Rose, est situé près du musée où il réalisa son record de 4 192 coup sûr au Riverfront Stadium.
Le Great American Ball Park a 42 941 sièges rouges répartis dans trois niveaux. Le deuxième niveau se compose des sièges de club, des suites de luxe, et des sieges de presse. Le troisième plus grands tableaux des scores de la ligue est situé au-dessus des gradins dans le champ gauche, bloquant la vue de l'U.S. Bank Arena. Une horloge placé sur le tableau est la reproduction de l'horloge analogique de Longines qui était au Crosley Field.
Le 4 avril 2005, 42 794 spectateurs étaient présents pour assister à la rencontre entre les Reds de Cincinnati et les Mets de New York, c'est le record d'assistance dans l'histoire du stade.
Le 10 juin 2008, une nouvelle adresse est créée (100 Joe Nuxhall Way) en l'honneur de Joe Nuxhall, qui est décédé le 15 novembre 2007. L'ancienne était 100 Main Street.

## Évènements
- Civil Rights Game, 2009 et 2010
- Match des étoiles de la Ligue majeure de baseball 2015, juillet 2015

## Dimensions
- Left Field - 328 pieds (100 mètres)
- Left-Center - 379 " (116 m)
- Center Field - 404 " (123 m)
- Right-Center - 370 " (113 m)
- Right Field - 325 " (99 m)
- Backstop - 55 " (17 m)

## Galerie

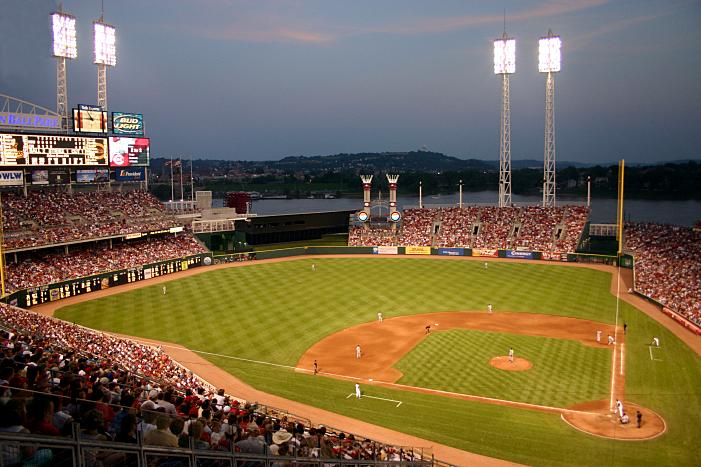
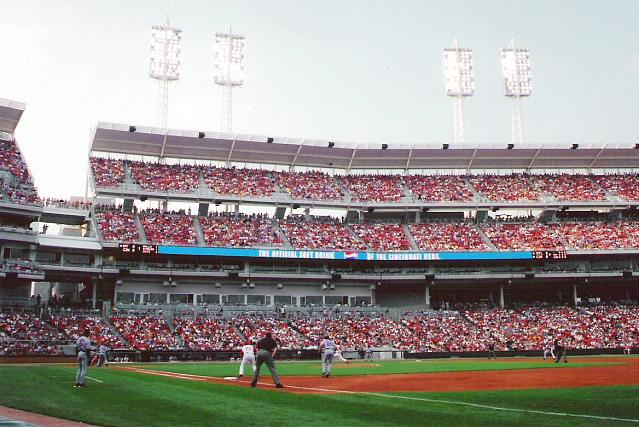
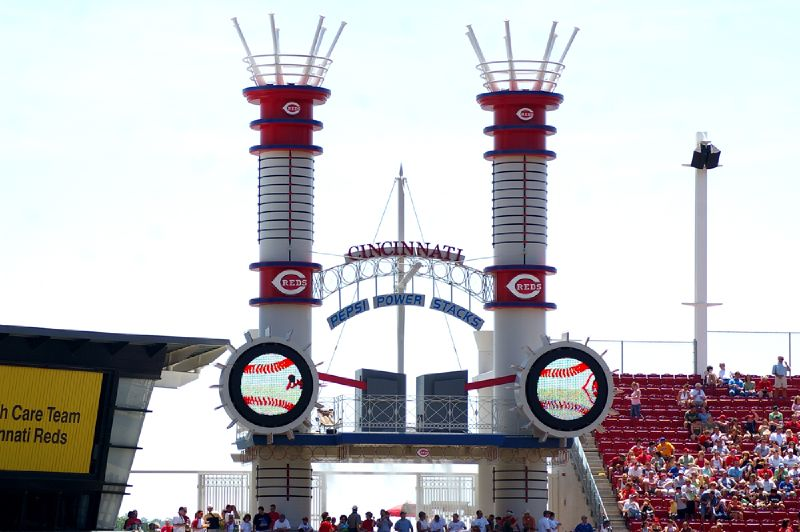
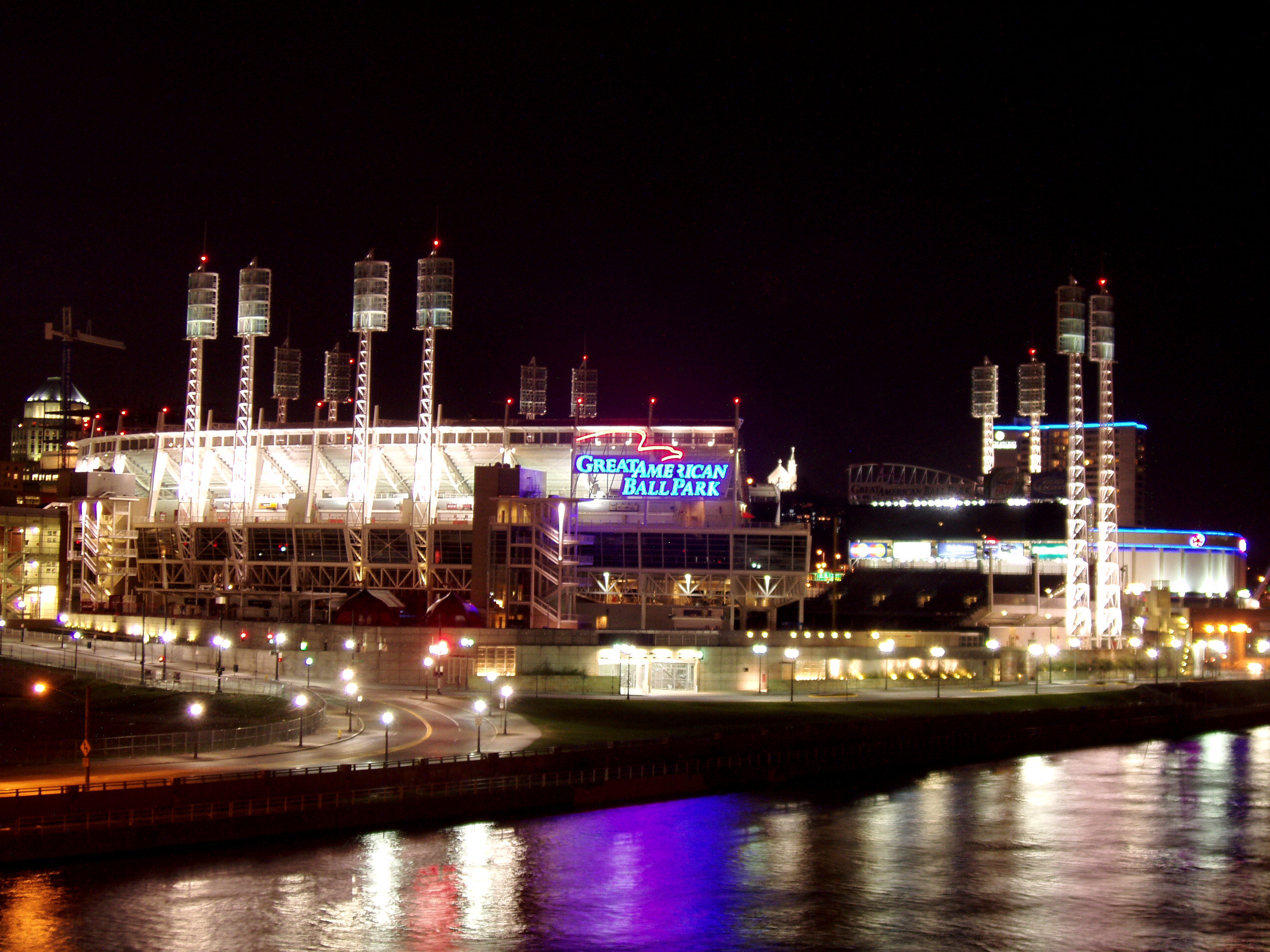
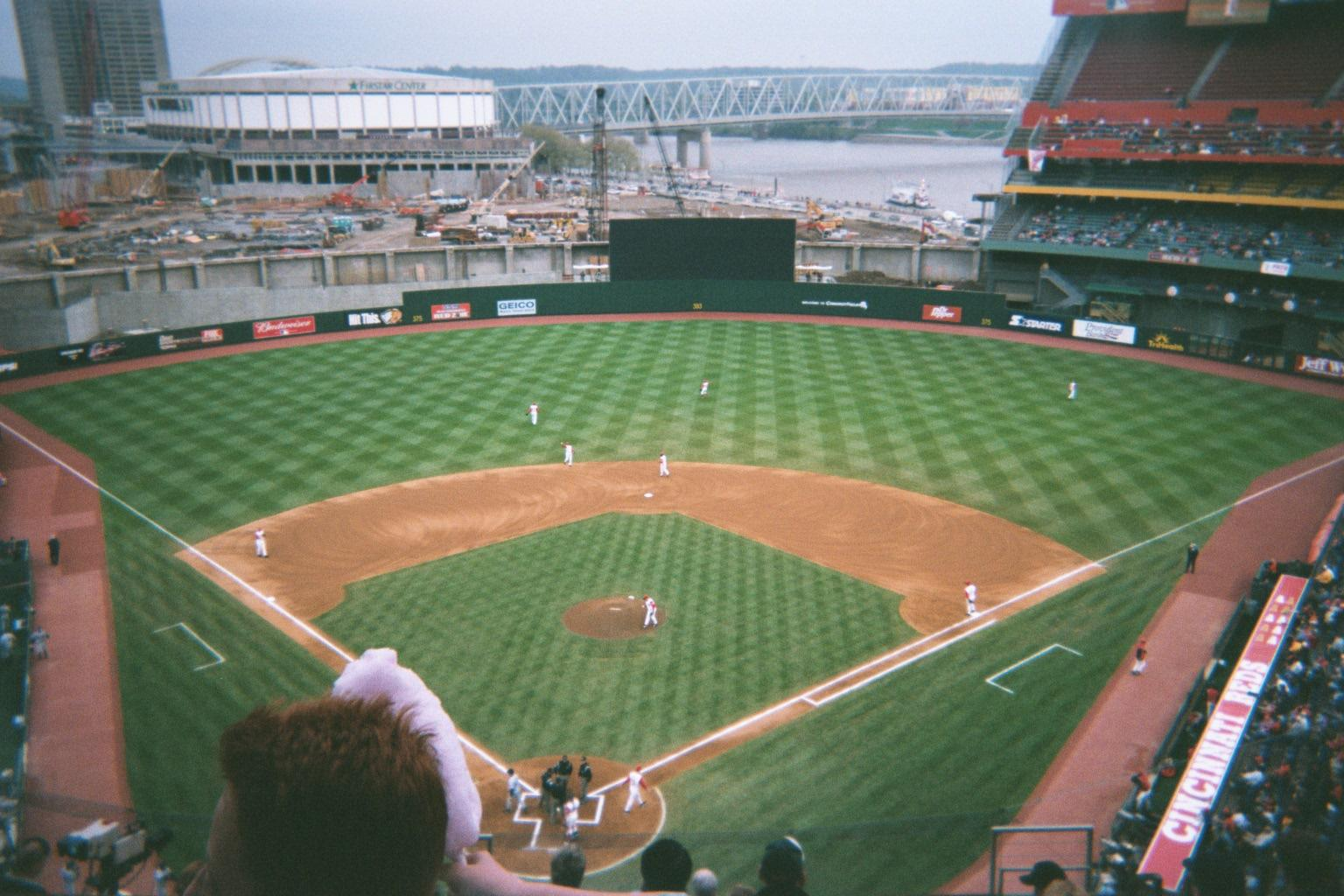